# NTTドコモ墨田ビル
NTTドコモ墨田ビル（NTTドコモすみだビル）は、東京都墨田区に建つ超高層ビルディングである。当ビルにはNTTドコモ歴史展示スクエアという、NTTドコモ関連の無線通信機器の科学館がある。

## 概要
NTTドコモが所有する超高層ビルで、両国国技館、江戸東京博物館に隣接し両国駅が最寄り駅となる。
竣工時の2004年現在、墨田区では最も高い高層建築物となり東京都内でも27番目に高い高層建築物である。
NTTドコモ代々木ビルのように携帯電話、FOMA、iモード等のNTTドコモのネットワーク設備が中心のビルであるが、ドコモ・モバイルが運営するドコモのグループ会社・パートナー企業・ドコモショップ向けの研修施設が低層階に設置されている。
塔屋部分に鉄塔があり、そこにはNTTドコモが利用するマイクロ無線用のアンテナが配置されている。

### NTTドコモ歴史展示スクエア
当ビルの1階には「NTTドコモ歴史展示スクエア」があり、自動車電話、船舶電話、携帯電話、ポケットベル、衛星電話、携帯情報端末（PDA）、PHSといった、電電公社、NTT、NTTドコモ、NTTパーソナルを中心とした、300点以上の実機、移動体通信の過去から未来への歴史を見ることができる。こちらも研修施設と同じドコモ・モバイルが運営を行っている。
- 会館時間:10：00〜17：00
- 休館:日・月曜・祝日、年末年始
- 入場無料